# Rapallo Pallanuoto 2016-2017

## Rosa
| N° |                   | Ruolo | Giocatore         |
| -- | ----------------- | ----- | ----------------- |
|    | Italia (bandiera) | P     | Federica Lavi     |
|    | Italia (bandiera) | P     | Giulia Bacigalupo |
|    | Italia (bandiera) | P     | Alessia Gaetti    |
|    | Italia (bandiera) | D     | Laura Repetto     |
|    | Italia (bandiera) | D     | Dorotea Giavina   |
|    | Italia (bandiera) | D     | Giulia Fiore      |
|    | Canada (bandiera) | D     | Jacqueline Kohli  |
|    | Italia (bandiera) | D     | Alessia Antonini  |
|    | Italia (bandiera) | D     | Aleksandra Cotti  |

| N° |                        | Ruolo | Giocatore                |
| -- | ---------------------- | ----- | ------------------------ |
|    | Italia (bandiera)      | D     | Claudia Criscuolo        |
|    | Italia (bandiera)      | CV    | Jamila Tedesco           |
|    | Italia (bandiera)      | A     | Silvia Avegno            |
|    | Italia (bandiera)      | A     | Federica Tignonsini      |
|    | Italia (bandiera)      | A     | Nicole Zanetta           |
|    | Italia (bandiera)      | A     | Sonia Criscuolo          |
|    | Italia (bandiera)      | A     | Arianna Gragnolati       |
|    | Stati Uniti (bandiera) | CB    | Bridgette Nicole Alvarez |
|    | Italia (bandiera)      | CB    | Emanuela Mori            |

| Allenatore: | Luca Antonucci |

## Mercato
| Acquisti | Acquisti           | Acquisti                    | Acquisti |
| R.       | Nome               | da                          |          |
| -------- | ------------------ | --------------------------- | -------- |
| D        | Jacqueline Kohli   | Montreal                    |          |
| D        | Laura Repetto      | Prato Waterpolo             |          |
| CV       | Jamila Tedesco     | Imperia                     |          |
| A        | Arianna Gragnolati | Mataró                      |          |
| CB       | Bridgette Alvarez  | Loyola Maremount University |          |
| CB       | Emanuela Mori      | Imperia                     |          |

| Cessioni | Cessioni               | Cessioni      | Cessioni |
| R.       | Nome                   | a             |          |
| -------- | ---------------------- | ------------- | -------- |
| P        | Maria Maiorino         | Pescara       |          |
| D        | Marilena Sessarego     | fine rapporto |          |
| A        | Eugenia Carlotta Arbus | fine rapporto |          |
| CB       | Ekaterina Tankeeva     | SIS Roma      |          |
| CB       | Elisa Casanova         | fine attività |          |